# Jamaoka Akira
Jamaoka Akira (山岡 晃; Hepburn: Akira Yamaoka; 1968. február 6. –) japán videójáték-zeneszerző, hangmérnök és producer. A Konaminak dolgozott 1993-tól 2009-ig. Leginkább a Silent Hill túlélőhorror-játéksorozat zeneszerzőjeként ismert, de producerként és hangmérnökként is dolgozott a sorozatban.

## Korai évek
Jamaoka a Tokiói Művészeti Főiskolára járt, ahol termékfejlesztést és belső tervezést tanult.

## Karrier
Mielőtt videójáték-zeneszerzőként dolgozott volna, Jamaoka eleinte tervezőként szeretett volna elhelyezkedni. Ám ehelyett zenész lett, miután termékfejlesztői szakon végzett a Tokió Művészeti Főiskolán. 1993-ban csatlakozott a Konamihoz. Első munkája a Sparkster: Rocket Knights Adventures 2 volt. Amikor a Konami zeneszerzőt keresett, aki megkomponálná a Silent Hill zenéjét, Jamaoka jelentkezett rá, mert szerinte egyedül ő volt képes rá, hogy megfelelő zenét írjon a játékhoz.
2009. december 2-án hivatalosan is bejelentették, hogy elhagyja a Konamit. 2010. február 3-án jelentették be, hogy csatlakozott a Grasshopper Manifacture-höz és Szuda Góicsi, illetve Mikami Sindzsi mellett dolgozik egy új horror játékon, az Electronic Arts-szal karöltve.
Jamaoka egy 2009-es interjúban azt állította, hogy a kedvenc videójáték készítője Szuda 51, a kedvenc videójátéka pedig a No More Heroes.

## Zenei stílusa
Jamaoka zenei hatásként a következőket nevezte meg: Angelo Badalamenti (leginkább David Lynch filmjeinek zeneszerzőjeként ismert), a Metallica és a Depeche Mode. Amikor megkérdezték, hogy a tanulmányai a tokiói művészeti főiskolán segítették-e a zenei pályafutását, így felelt: „Akkoriban Mick Karn Japánból, Steve Strange a Visage-tól, és sok más zenész is vegyítette a művészetet és a zenét a saját új stílusával. Ez rám is nagy hatással volt. Ezért hát minden alkalommal, amikor zenét írok, megpróbálom kombinálni a művészetet a zenével.”

## Diszkográfia
- Smart Ball (1991)
- Snatcher (1992)
- Sparkster: Rocket Knight Adventures 2 (1994)
- Sparkster (1994)
- Snatcher (1994)
- Lightning Legend (1996)
- Speed King (1996)
- International Superstar Soccer Pro (1997)
- Poy Poy (1997)
- Kensei: Sacred Fist (1998)
- International Superstar Soccer Pro '98 (1998)
- Silent Hill (1999)
- Gradius III & IV (2000)
- Silent Hill 2 (2001)
- Contra: Shattered Soldier (2002)
- Silent Hill 3 (2003)
- Rumble Roses (2004)
- Silent Hill 4: The Room (2004)
- iFuturelist (2006)
- Silent Hill – A halott város (2006)
- Rumble Roses XX (2006)
- Silent Hill: Origins (2007)
- Silent Hill Homecoming (2008)
- Silent Hill: Shattered Memories (2009)
- No More Heroes 2: Desperate Struggle (2010)
- Shadows of the Damned (2011)
- Sine Mora (2011)

## Fordítás
- Ez a szócikk részben vagy egészben  az   Akira Yamaoka című angol Wikipédia-szócikk fordításán alapul.  Az eredeti cikk szerkesztőit annak laptörténete sorolja fel. Ez a jelzés csupán a megfogalmazás eredetét és a szerzői jogokat jelzi, nem szolgál a cikkben szereplő információk forrásmegjelöléseként.